# لوك ميلكامبس
لوك ميلكامبس ، من مواليد 10 سبتمبر 1951 ، لاعب كرة قدم بلجيكي سابق.
لعب مع منتخب بلجيكا لكرة القدم.

## روابط خارجية
- لوك ميلكامبس على موقع الاتحاد الدولي (مؤرشف)  (الإنجليزية)
- لوك ميلكامبس على موقع الاتحاد البلجيكي (الإنجليزية)
- لوك ميلكامبس على موقع قاعدة بيانات كرة القدم.إي يو (الإنجليزية)
- لوك ميلكامبس على موقع ناشيونال فوتبول تيمز (الإنجليزية)
- لوك ميلكامبس على موقع عالم كرة القدم.نت (الإنجليزية)